# Anthophorula sidae
Anthophorula sidae är en biart som först beskrevs av Cockerell 1897.  Anthophorula sidae ingår i släktet Anthophorula och familjen långtungebin. Inga underarter finns listade i Catalogue of Life.